# معركة النقرة
معركة النقرة هي معركة وقعتَ في تشرين الأول 633 بين جيوش المتمردين، وجيش خالد بن الوليد خلال حروب الردة.

## الأحداث
بعد هزيمة طليحة في معركة بزاخة، بقيَت قبيلة بني سليم، بقيادة عمرو بن عبد العزيز (أبو شجرة) متحديةً للقوات المعارضة بقيادة خالد بن الوليد. شكّل كُلٌّ من خالد بن الوليد وأبو شجاة جيشه في النقرة، واندلعت المعركة حيث أبدى بني سليم مقاومة عنيدة. ومع احتدام المعركة، اكتسبت القوات الإسلامية اليد العليا بثبات حتى هُزِمَت قوات المتمردين بأكملها. وذُبِح معظم الثوار وفرَّ البعض، وأُسِر وسُجِن زعيمهم أبو شجرة.